# 金城茉奈
金城茉奈（日语：／ Kinjō Mana，1996年2月24日—2020年12月1日）是日本一名模特儿、演员和电视艺人。她出身于冲绳县的那霸市，隶属于Grick公司。

## 个人简历
- 东京女孩展演官方跑团第四期成员[1]。

- 喜欢日本摇滚乐，特别是ONE OK ROCK乐队[2]。

- 家里还有1个弟弟[2]。

- 2017年6月12日，宣布因病住院治疗[3][4]。随后，她又回归工作[3]。2019年，因病宣布休息。2020年12月1日，去世，得年24岁；12月5日，所属事务所发布公告，确认死讯[5][6][7][8][9]。

## 演出作品
| 年份      | 片名                                              | 角色       |  |
| --------- | ------------------------------------------------- | ---------- |  |
| 2017      | 第二次的夏天，再也無法見面的妳                    | 花京院姬子 |  |
| 2019-2020 | 騎士龍戰隊龍裝者                                  | 龙井优衣   |  |
| 2019      | 騎士龍戰隊龍裝者变身讲座                          | 龙井优衣   |  |
| 2019      | 骑士龙战队龙装者 THE MOVIE 时空穿梭！恐龙大恐慌!! | 龙井优衣   |  |